# ژاک فور
ژاک فور (فرانسوی: Jacques Faivre‎؛ زادهٔ ۲۵ نوامبر ۱۹۳۲) بازیکن فوتبال اهل فرانسه بود.
از باشگاه‌هایی که در آن بازی کرده‌است می‌توان به باشگاه فوتبال سن-اتین، باشگاه فوتبال رن، باشگاه فوتبال سوشو و باشگاه فوتبال نیس اشاره کرد.
وی همچنین در تیم ملی فوتبال فرانسه بازی کرده‌است.